# Cimetière Lincoln
Le cimetière Lincoln (Lincoln Cemetery) est un cimetière situé à Blue Island, en banlieue sud de Chicago, dans le comté de Cook (Illinois) aux États-Unis. 
Il est fondé en 1911. 
Bien que n'étant pas à l'intérieur des limites municipales de la ville de Blue Island, le cimetière conserve une adresse de Chicago au 12300 South Kedzie Avenue, partage son code postal avec le quartier chicagoan de Mount Greenwood dont la frontière sud se trouve à un mile au nord de l'entrée du cimetière.
Le cimetière est connu en raison du nombre d'Afro-Américains célèbres qui habitaient à Chicago, parmi les personnes inhumées, il y a plusieurs musiciens notables de blues et de jazz.

## Tombes notables
- Robert Sengstacke Abbott (1870-1940), éditeur de journal (Section 1) ;
- Albert Ammons (1907-1949), pianiste de jazz/boogie-woogie (Section TLA) ;
- Lillian Hardin Armstrong[3] (1898-1971), chanteuse et pianiste de jazz, seconde épouse de Louis Armstrong (Garden of Peace Mausoleum) ;
- Big Bill Broonzy (1893-1958), guitariste et chanteur de blues (Section TLA) ;
- Gwendolyn Brooks[4] (1917-2000), poète (Section TLA) ;
- Bessie Coleman[5] (1892-1926), première aviatrice afro-américaine (Section 9) ;
- Johnny Dodds (1892-1940), clarinettiste de blues et de jazz (Section 18) ;
- Warren "Baby" Dodds (1898-1959), batteur de jazz (Section 32) ;
- Charles "Pat" Dougherty (en) (1879-1939), lanceur au baseball dans les Negro Leagues ;
- Andrew Rube Foster (1879-1930), joueur de baseball américain, manager et dirigeant dans les Negro Leagues (Section 6) ;
- William "Bill" Francis (1879-1942) joueur de troisième base et manager dans les Negro Leagues ;
- King Daniel Ganaway[6] (mort le 16 mars 1944), photographe ;
- Al Hibbler[7] (1915-2001), baryton américain ;
- Papa Charlie Jackson (1887-1938), chanteur de blues ;
- Tom "College Boy" Johnson (1889-1926), joueur de baseball ;
- Frank Leland[8] (1869-1914), joueur de baseball
- Lillian C. Moseley (1905-2007), socialite de Bronzeville, a travaillé pour des notables des deux côtés de la loi : Al Capone, célèbre gangster, l'avocat Roy Washington, Harold Washington, premier maire afro-américain de Chicago et le juge Abraham Lincoln Marovitz ainsi que l'Université de Northwestern, Chi Omega Sorority ;
- George Washington Murray (1853-1926), enseignant, fermier et homme politique, représentant de la Caroline du Sud au Congrès américain de 1893 à 1897 ;
- Jimmy Reed (1925-1976), bluesman (Section N)